# Balksen
Balksen – wieś w gminie Welver w powiecie Soest, w kraju związkowym Nadrenia Północna-Westfalia, w rejencji Arnsberg.

## Demografia
Według spisu ludności z końca 2024 roku, w Balksen mieszkało 34 mieszkańców, z czego 20 to mężczyźni, a 14 kobiety.

## Geografia

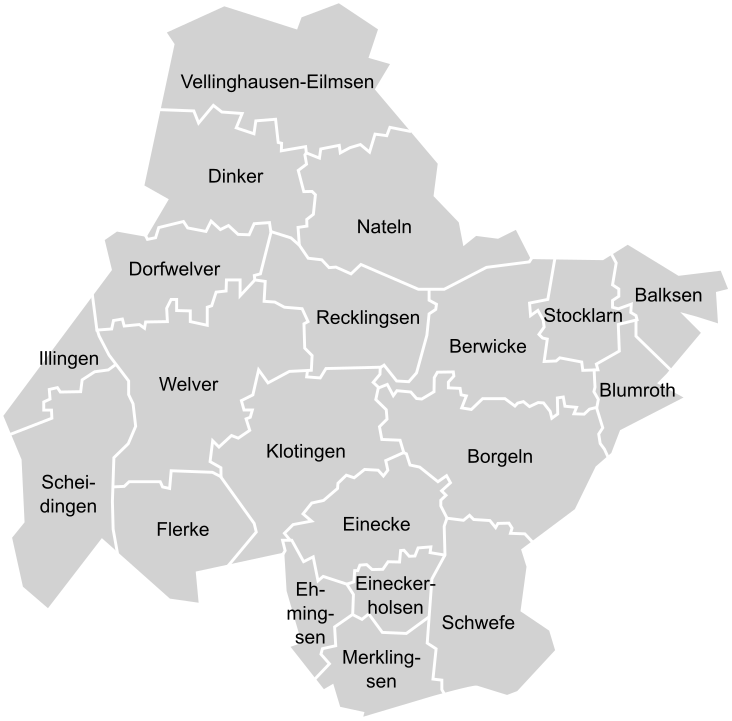
Dzielnice gminy Welver

Balksen mierzy powierzchnię 2,35 km².
Jest ona najbardziej na wschód wysuniętą dzielnicą gminy i graniczy z dwoma innymi dzielnicami: Blumroth i Stocklarn.

## Historia

### Reorganizacja gmin
W ramach reorganizacji gmin 1 lipca 1969 roku Balksen wraz z 20 innymi miejscowościami stało się częścią nowej gminy Welver.

## Polityka
Burmistrzem Balksen jest Friedrich Bußmann.